# Georg Herbert zu Münster

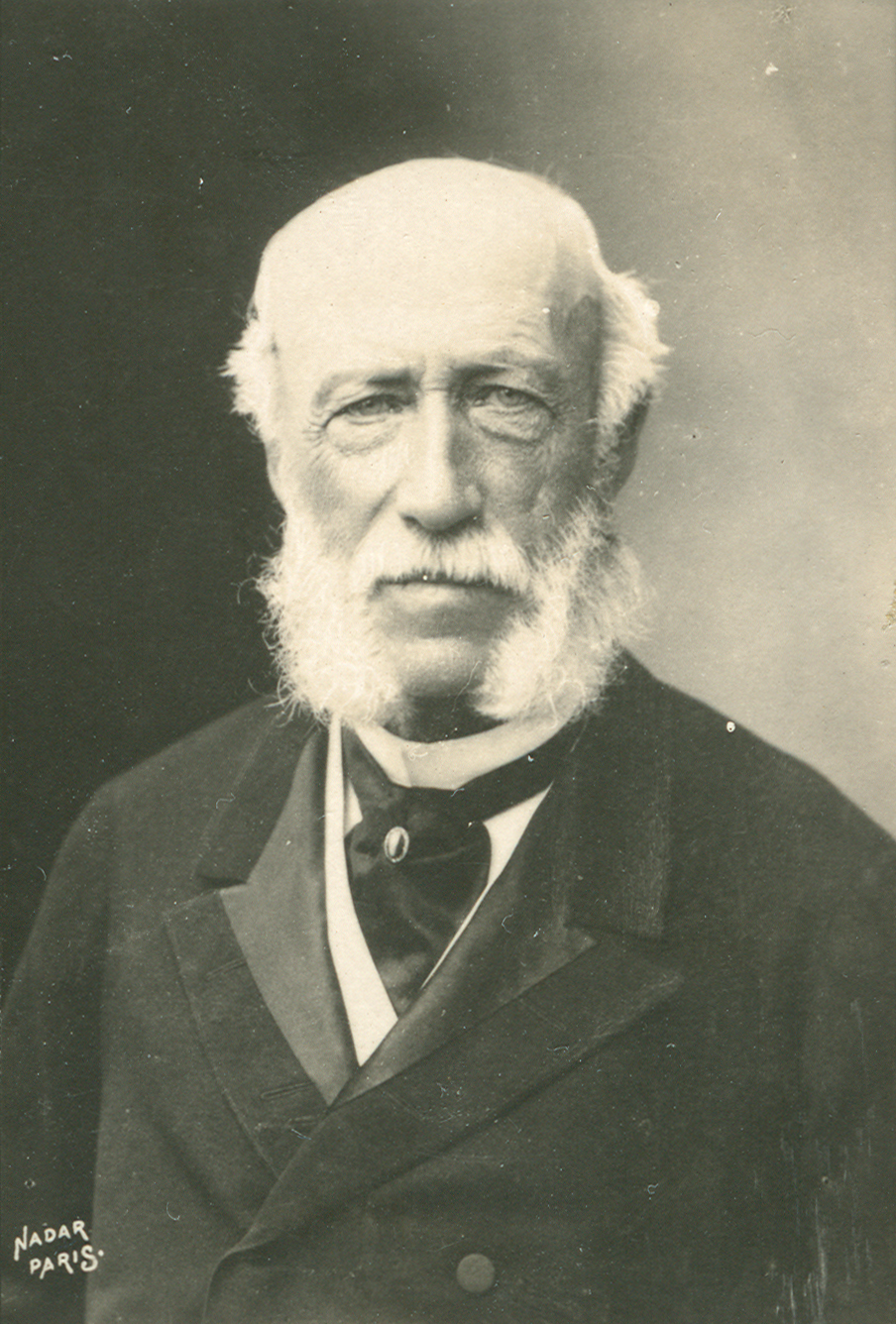
Georg Herbert zu Münster, porträtterad av Félix Nadar 1899.

Graf Georg Herbert zu Münster, från 1899 Fürst Münster von Derneburg, född 23 december 1820 i London, död 28 mars 1902 i Hannover, var en tysk diplomat; son till Ernst Friedrich Herbert zu Münster
Münster var 1856-64 hannoverskt sändebud i Sankt Petersburg, från 1867 ärftlig ledamot av preussiska herrehuset, 1867-73 ledamot av först Nordtyska förbundets och sedan tyska riksdagen samt 1873-85 tysk ambassadör i London samt ackrediterades i november 1885 som Tyska rikets ambassadör hos franska republiken, vilken krävande post han innehade ända till november 1900, då han tog avsked ur statstjänsten. 
Münster bidrog väsentligt att utjämna många smärre konflikter mellan Frankrike och Tyskland, företrädde 1899 Tyska riket på fredskonferensen i Haag och upphöjdes i augusti samma år i furstligt stånd. Münster, som i 1866 års kris förgäves sökt förmå kung Georg V av Hannover till en mot Preussen vänskaplig politik, skildrade denna episod i Mein Anteil an den Ereignissen des Jahres 1866 in Hannover (andra upplagan 1868).